# San Polo Matese
San Polo Matese là một đô thị ở tỉnh Campobasso trong vùng Molise thuộc nước Ý, có vị trí cách khoảng 20 km về phía tây nam của Campobasso. Tại thời điểm ngày 31 tháng 12 năm 2004, đô thị này có dân số 465 người và diện tích là 17,7 km².
San Polo Matese giáp các đô thị: Bojano, Campochiaro, Colle d'Anchise, San Gregorio Matese.